# Virsligas Winter Cup 2016
La Virsligas Winter Cup 2016 (in lettone Virsligas Ziemas Kauss) è stata la 4ª edizione del torneo a eliminazione diretta. La competizione è iniziata il 18 gennaio 2016 ed è terminata il 20 febbraio 2016. Il Liepaja ha vinto il torneo per la prima volta.

## Fase a gironi
Prendono parte alla competizione le 7 squadre del campionato di Virslīga 2015 e la vincitrice della 1. Līga 2015.

### Girone A
| Squadra          | P.ti | G | V | P | S | RF | RS | DR |
| ---------------- | ---- | - | - | - | - | -- | -- | -- |
| Jelgava          | 7    | 3 | 2 | 1 | 0 | 8  | 2  | +6 |
| Skonto           | 6    | 3 | 2 | 0 | 1 | 6  | 3  | +3 |
| Spartaks Jūrmala | 2    | 3 | 0 | 2 | 1 | 1  | 3  | -2 |
| Metta/LU         | 1    | 3 | 0 | 1 | 2 | 1  | 8  | -7 |

|          | Jel   | M/LU  | Spa   | Sko   |
| Jelgava  |       |       | 0 - 0 | 3 - 2 |
| Metta/LU | 0 - 5 |       |       |       |
| Spartaks |       | 1 - 1 |       |       |
| Skonto   |       | 2 - 0 | 2 - 0 |       |

### Girone B
| Squadra        | P.ti | G | V | P | S | RF | RS | DR |
| -------------- | ---- | - | - | - | - | -- | -- | -- |
| Liepāja        | 9    | 3 | 3 | 0 | 0 | 5  | 0  | +5 |
| Ventspils      | 6    | 3 | 2 | 0 | 1 | 5  | 3  | +2 |
| Riga FC        | 3    | 3 | 1 | 0 | 2 | 5  | 5  | 0  |
| BFC Daugavpils | 3    | 3 | 0 | 0 | 3 | 2  | 9  | -7 |

|                | BFC   | Lie   | Rig   | Ven   |
| BFC Daugavpils |       |       |       | 1 - 3 |
| Liepaja        | 1 - 0 |       | 2 - 0 |       |
| Riga FC        | 5 - 1 |       |       |       |
| Ventspils      |       | 2 - 0 | 0 - 2 |       |

## Fase finale

### Spareggio (5º-8º posto)
| Squadra 1        | Risultato | Squadra 2      |
| ---------------- | --------- | -------------- |
| 8 febbraio 2016  |           |                |
| Spartaks Jūrmala | 1 – 0     | BFC Daugavpils |
| 9 febbraio 2016  |           |                |
| Riga FC          | 3 – 2     | Metta/LU       |

### Semifinali (1º-4º posto)
| Squadra 1        | Risultato | Squadra 2 |
| ---------------- | --------- | --------- |
| 10 febbraio 2016 |           |           |
| Jelgava          | 0 – 1     | Ventspils |
| 11 febbraio 2016 |           |           |
| Liepāja          | 1 – 0     | Skonto    |

### Finale 7º posto
| Squadra 1        | Risultato | Squadra 2 |
| ---------------- | --------- | --------- |
| 16 febbraio 2016 |           |           |
| BFC Daugavpils   | 1 – 0     | Metta/LU  |

### Finale 5º posto
| Squadra 1        | Risultato      | Squadra 2        |
| ---------------- | -------------- | ---------------- |
| 17 febbraio 2016 |                |                  |
| Riga FC          | 1 – 1(6-5 dcr) | Spartaks Jūrmala |

### Finale 3º posto
| Squadra 1        | Risultato | Squadra 2 |
| ---------------- | --------- | --------- |
| 18 febbraio 2016 |           |           |
| Jelgava          | 6 – 1     | Skonto    |

### Finale 1º posto
| Squadra 1        | Risultato | Squadra 2 |
| ---------------- | --------- | --------- |
| 20 febbraio 2016 |           |           |
| Liepāja          | 1 – 0     | Ventspils |

## Classifica finale
| Pos. | Squadra          |
| ---- | ---------------- |
| 1    | Liepāja          |
| 2    | Ventspils        |
| 3    | Jelgava          |
| 4    | Skonto           |
| 5    | Riga FC          |
| 6    | Spartaks Jūrmala |
| 7    | BFC Daugavpils   |
| 8    | Metta/LU         |